# Love Me Tender (film 2025)
Love Me Tender è un film del 2025 diretto da Anna Cazenave Cambet, con protagonista Vicky Krieps.

## Trama
Clémence è divorziata da tre anni dal marito Laurent, ma, quando questi viene a sapere che lei ha una relazione con una donna, interrompe ogni contatto e assume un avvocato per ottenere la custodia esclusiva del figlio di 8 anni.

## Distribuzione
Il film è stato presentato in anteprima il 20 maggio 2025 nella sezione Un Certain Regard al 78º Festival di Cannes.

## Riconoscimenti
- 2025 – Festival di Cannes
  - In concorso per il premio Un Certain Regard